# مایارو (کالیفرنیا)
مایارو (به انگلیسی: Mayaro) یک منطقهٔ مسکونی در ایالات متحده آمریکا است که در شهرستان بیوت، کالیفرنیا واقع شده‌است. مایارو ۴۶۴ متر بالاتر از سطح دریا واقع شده‌است.